# 大中恩
大中 恩（おおなか めぐみ、1924年7月24日 - 2018年12月3日）は、日本の作曲家。男性。土田藍（つちだ あい）という筆名で、自身の歌の作詞も手がけている。
父は『椰子の実』の作曲者である大中寅二。詩人、作家の阪田寛夫は従弟に当たる。

## 経歴
父親が霊南坂教会のオルガニスト兼合唱指揮者であったことから、歌を愛好するようになった（聖歌隊の女の子に惹かれたからだとも語っている）。1942年に東京音楽学校（現：東京芸術大学音楽学部）本科作曲部に入学し、信時潔に作曲を、橋本國彦に管弦楽法を、細川碧に対位法を師事した。1943年の混声合唱曲『わたりどり』（詩：北原白秋）は戦地で果てる覚悟で書いたという。1944年9月に学徒出陣で海軍予備学生として海軍に召集され、横須賀鎮守府の海軍対潜学校で学んだのち、横浜の監視隊に配属。1945年9月、東京音楽学校を繰上げ卒業。この頃の歌曲集「五つの抒情歌」、就中『しぐれに寄する抒情』（詩：佐藤春夫）『ふるみち』（詩：三木露風）は畑中良輔が初演し、現在でも愛唱されている。その後1955年に中田喜直、磯部俶、宇賀神光利、中田一次と「ろばの会」を結成。特にこどものための音楽をライフワークとし、精力的な活動を続けた。
混声合唱曲『煉瓦色の街』（1965年、秋山和慶指揮・日本合唱協会）で芸術祭奨励賞を受賞する。以後女声合唱組曲『愛の風船』（1966年）、男声合唱曲『走れわが心』（1968年）、混声合唱曲『島よ』（1970年）で芸術祭優秀賞を受賞する。1982年には時代を超えて歌い継がれている『犬のおまわりさん』（作詞：佐藤義美）『サッちゃん』『おなかのへるうた』（作詞：阪田寛夫）などを集大成した「現代こどものうた秀作選・大中恩選集」で日本童謡大賞を受賞する。2004年童謡文化賞、2006年にっけん小野童謡文化賞を受賞。
1989年紫綬褒章受章。1995年勲四等旭日小綬章受章。
作曲のみならず自作を主に演奏するコールMeg（1957年 - 1987年）を育て、その活動は三夜連続演奏会（1965年・1982年）、九夜連続演奏会（1972年）、日本縦断コンサート（1977年）、数々の地方演奏会、数多くのレコード録音など、アマチュア合唱団としては大変ユニークな活動を行ってきた。そのOB・OGを中心とした合唱団メグめぐコールも指導し、演奏活動を継続していた。1962年、東京音楽学校在学中指導を受けた信時潔の『海道東征』再演の際は、コールMegを率いて参加、公演を助けた。
2001年4月、中田一次が他界したことにより、ろばの会のメンバーで最後の存命者となった。 
2018年12月3日午後9時40分、東京都港区で家族に見守られる中、死去。94歳没。

## 主な作品
作風は日本語の美しい語感を生かしたメロディとリズム、その詩に基づくイメージに即した和声を用い、「童謡だからと安易な曲作りはしない」という厳しい姿勢が貫かれている。合唱作品では清水脩、高田三郎、佐藤眞らと並んで昭和の世代の合唱団のよきレパートリーを提供し続けたといっても過言ではない。また自作の童謡を合唱のためにアレンジした編曲も、日本中の合唱団で演奏されている。
以下、本文に掲載されているものは省略した。

### 器楽曲
- こどものためのピアノ曲集「あおいオルゴール」
- こどものうた《おなかのへるうた》による変奏曲（ピアノ）
- 三つの小品（ピアノ）

### 歌曲
- 五つの現代詩
- 歌曲集「恋のミステリー」
- 歌曲集「ひとりぼっちがたまらなかったら」
- 歌曲集「夢色の風にのる猫」
- 歌曲集「月曜日の詩集」
- 歌曲集「愛ゆえに」
- 歌曲集「子供部屋」

### 童謡
- 犬のおまわりさん
- 赤とんぼ
- トマト
- ドロップスのうた
- バスのうた
- バナナをたべるときのうた
- サッちゃん
- おなかのへるうた
- 大人になりたい
- ラクダにのっかった
- わからんちゃん[5]（渡辺茂作曲版もある）[6]

### 合唱作品
- 男声合唱曲「春宵感懐」(1959)
- 混声合唱曲「祝婚歌」(1961)
- 女声合唱組曲「女性の詩による五つの歌」(1964)
- 混声合唱組曲「鬼の子のうた」(1965)
- 合唱のためのミュージカル「さよなら かぐや姫」(1965)
- 女声合唱組曲「愛の風船」(1966)
- 男声合唱組曲「挽歌」(1966)
- 落語による男声合唱組曲「おとこはおとこ」(1966)
- 童話詩曲「ブーム・ブーム」
- 混声合唱曲「島よ」(1970)
- 混声/女声合唱曲「かたつむりのうた」(1972) - NHK全国学校音楽コンクール中学校の部課題曲
- 混声合唱組曲「愛ゆえに」(1972)
- 混声/女声/男声合唱曲「旅に出よう」(1976) - NHK全国学校音楽コンクール高等学校の部課題曲
- アルトと男声合唱のための組曲「言葉はあるのに」(1980)
- 混声合唱とピアノのための四章「回転木馬」(1981)
- 混声合唱組曲「北廻船」(1981)
- 男声合唱のための組曲「四季のスケッチ」(1981)
- 混声/女声/男声合唱曲「水のうた」(1982) - NHK全国学校音楽コンクール高等学校の部課題曲
- 独唱と混声合唱のための「女性の詩による四つの歌」(1986)
- 混声合唱組曲「わたしの動物園」
- 女声合唱組曲「月と良寛」
- 混声合唱組曲「日曜学校のころ」
- 混声合唱組曲「風と花粉」(1963)
- 混声合唱組曲「遥かなものを」
- 女声合唱組曲「船に乗る日の近づいて」
- 混声合唱組曲「風のうた」(1971)
- 女声合唱組曲「めぐり逢いは不思議ね」
- 女声合唱組曲「風花の舞」(1975)
- 男声合唱組曲「ヴェニュス生誕」(1979)
- 交声曲「涅槃」（森正隆作詞）
- 男声合唱組曲「ぼくのひとりごと」
- ソプラノ独唱と混声合唱のための交声曲「平和への祈り」(2012)
- 女声二部合唱曲集「そよ風のひとひら」(2012)

### 校歌
- 埼玉県さいたま市立芝川小学校校歌
- 埼玉県さいたま市立大宮南小学校校歌
- 埼玉県川越市立霞ヶ関東小学校校歌
- 埼玉県越谷市立宮本小学校校歌
- 埼玉県川口市立東領家小学校校歌
- 埼玉県羽生市立東中学校校歌
- 埼玉県行田市立太田中学校校歌
- 埼玉県さいたま市立三室中学校校歌
- 埼玉県さいたま市立七里中学校校歌
- 埼玉県さいたま市立宮原中学校校歌
- 埼玉県志木市立宗岡中学校校歌
- 埼玉県川越市立古谷中学校校歌(廃校)
- 埼玉県立三郷北高等学校校歌
- 埼玉県立幸手高等学校校歌
- 埼玉県立越谷北高等学校校歌
- 千葉県立佐原白楊高等学校校歌
- 東京都府中市立府中第九小学校校歌
- 東京都江戸川区立小岩第五中学校校歌
- 神奈川県川崎市立南原小学校校歌
- 神奈川県横浜市立共進中学校校歌
- 神奈川県相模原市立新町中学校校歌
- 富山県富山県立富山東高等学校校歌
- 大阪府吹田市立西山田中学校校歌
- 三重県四日市市立楠小学校校歌
- 三重県立朝明高等学校校歌
- 三重県立津東高等学校校歌
- 三重県立川越高等学校校歌
- 三重県立四日市西高等学校校歌
- 宮崎県都城市立明和小学校校歌
- 泰日協会学校（バンコク日本人学校）校歌
- 頌栄保育学院 頌栄幼稚園 園歌
- 同志社大学付属同志社小学校校歌
- 敬和学園高等学校校歌
- 敬和学園大学校歌
- 梅花女子大学学園歌
- 聖和大学校歌
- 明石短期大学校歌

## 映像資料
- ドキュメンタリー映画（90分）：歌の誕生「サッちゃん - 作曲家・大中恩の世界 - 」 DVD発売元：紀伊國屋書店、品番：KKCS-78（2006年12月15日）。